# ديفيد لوبيز (فنان قصص مصورة)
ديفيد لوبيز (بالإسبانية: David López)‏ هو فنان قصص مصورة إسباني، ولد في 1975 في لاس بالماس دي غران كناريا في إسبانيا.

## وصلات خارجية
- الموقع الرسمي